# Conor McCarthy
Conor McCarthy (* 11. April 1998 in Blarney (County Cork)) ist ein irischer Fußballspieler, der aktuell vom FC Barnsley an Swindon Town ausgeliehen ist.

## Karriere

### Verein
Conor McCarthy spielte bis zum Jahr 2014 in der Jugend von Blarney United etwa 8 km nordwestlich von Cork. Ab Juli 2014 spielte er für die folgenden zwei Jahre im Jugendbereich von Cork City. Im Juli 2016 debütierte der großgewachsene McCarthy für den Verein in der League of Ireland gegen die Shamrock Rovers, nachdem er für Ian Turner eingewechselt worden war. In den Spielzeiten 2016 und 2017 kam er auf insgesamt neun Einsätze. 2017 gewann er mit Cork die irische Meisterschaft. Im gleichen Jahr wurde der Pokal und Supercup gewonnen. Ab der Saison 2018 kam McCarthy häufiger zum Einsatz und gewann ein weiteres Mal den Supercup. Nach insgesamt fünf Spielzeiten bei Cork City wechselte er im Januar 2020 zum schottischen Erstligisten FC St. Mirren.

### Nationalmannschaft
Conor McCarthy spielte im Jahr 2016 einmal für die irische U18-Nationalmannschaft.